# Porady różowej brygady
Porady różowej brygady (tytuł oryg. Queer Eye for the Straight Guy [do sezonu trzeciego] lub Queer Eye [od sezonu trzeciego]) – amerykański program rozrywkowy emitowany przez stację telewizyjną Bravo w latach 2003–2007, przez pięć sezonów. Od września 2009 roku program emituje w Polsce stacja TVN Style.
Stałymi bohaterami serii są: Kyan Douglas, Jai Rodriguez, Ted Allen, Thom Filicia i Carson Kressley; jest to piątka gejów-speców od architektury wnętrz, fryzury i uczesania, higieny osobistej, mody, kultury masowej i sztuki kulinarnej. W każdym odcinku ich zadaniem jest doprowadzanie do porządku zaniedbanych heteroseksualnych mężczyzn.
Amerykańska telewizja emitowała także spin-off programu zatytułowany Queer Eye for the Straight Girl.

## Nagrody
- 2004:
  - nagroda Emmy w kategorii najlepszy program typu reality show
  - nominacja do nagrody Emmy w kategorii najlepsze reżyseria programu telewizyjnego
  - GLAAD Media Award w kategorii najlepszy program typu reality show
  - nagroda Television Producer of the Year Award in Reality/Game/Informational Series podczas PGA Awards
- 2005:
  - nominacja do nagrody Emmy w kategorii najlepszy program typu reality show
  - GLAAD Media Award w kategorii najlepszy program typu reality show
  - nominacja do nagrody Television Producer of the Year Award in Reality/Game/Informational Series podczas PGA Awards
  - nominacja do People's Choice Award w kategorii ulubione reality show – makeover
- 2006:
  - nominacja do GLAAD Media Award w kategorii najlepszy program typu reality show
- 2007:
  - nominacja do GLAAD Media Award w kategorii najlepszy program typu reality show